# 乔治·兰斯伯里
乔治·兰斯伯里（英語：George Lansbury，1859年2月22日—1940年5月7日），是英国工党的政治家、社会改革家与和平主义者。兰斯伯里在1910年至1912年以及1922年至1940年间两度被选为下议院议员，1931年大选后接替落选的阿瑟·亨德森担任工党领袖。随着1930年代欧洲法西斯主义开始盛行，兰斯伯里反对重整军备的立场使他与艾德礼等党内领导层产生了分歧。之后由于其和平主义路线在1935年工党大会上被否决，他辞去了党魁职务并致力于和平与裁军事业而游历欧美各国。